# Карр, Чармиан
Чармиан Карр (англ. Charmian Carr), урождённая Чармион Энн Фарнон (Charmian Anne Farnon), 27 декабря 1942 — 17 сентября 2016) — американская актриса и певица, наиболее известна как Лисель фон Трапп из фильма «Звуки музыки» (1965).

## Биография
Родилась в Чикаго вторым ребёнком в семье  актрисы и музыканта. Две её сестры, Шэннон Фарнон и Дарлин Карр, также стали актрисами. Когда ей исполнилось 10 лет, семья переехала в Лос-Анджелес, где будущая актриса увлеклась игрой в волейбол и баскетбол. В 1965 году прошла успешные пробы и получила роль Лисель фон Трапп в мюзикле «Звуки музыки». Режиссёр фильма Роберт Уайз счёл её настоящую фамилию Фарнон не подходящей к имени и выбрал ей псевдоним Карр.
После «Звуков музыки» Карр сыграла ещё несколько ролей на телевидении, а после замужества в 1967 году завершила актёрскую карьеру. В дальнейшем она занималась воспитанием двух дочерей, а также открыла студию дизайна интерьеров в городе Энсино.

## Фильмография
- Звуки музыки (1965) — Лисль фон Трапп
- Вечерний первоцвет (ТВ) (1966) — Эмма Харкинс